# Dabney dos Santos

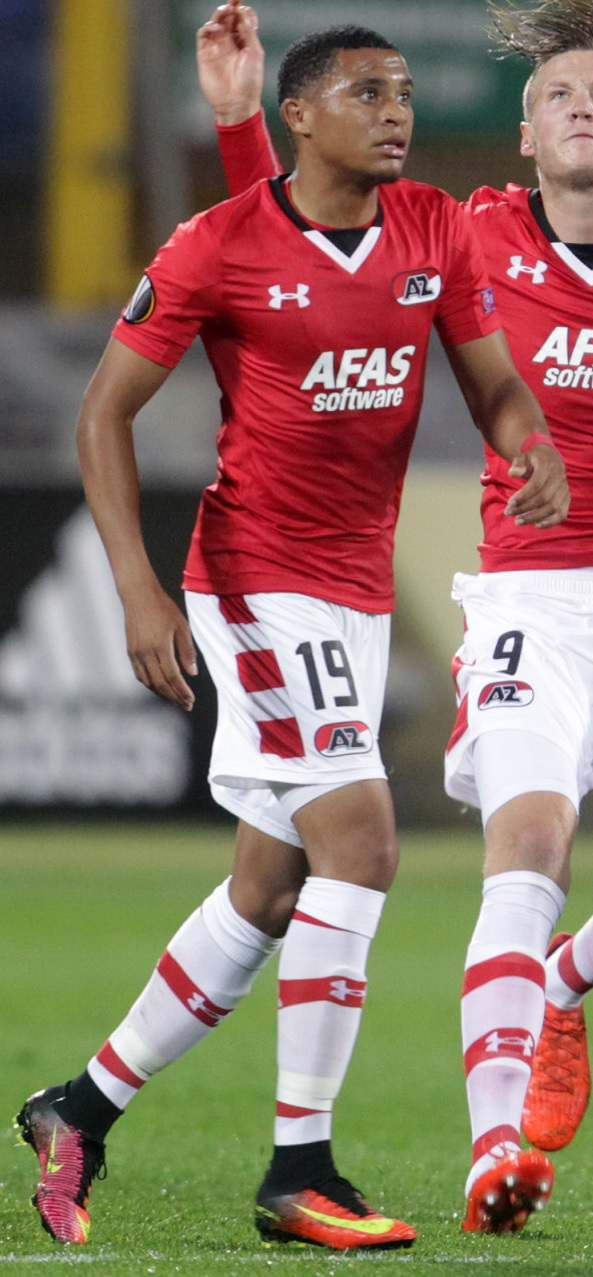
Dabney dos Sontos (2016)

Dabney dos Santos Souza (* 21. Juli 1996 in Amsterdam), auch in der Schreibweise Dabney dos Santos oder kurz Dabney,  ist ein niederländischer Fußballspieler der auch die kapverdische Staatsbürgerschaft besitzt. Er agiert auf der Position des Offensiven Mittelfelds und ist aktuell für den slowakischen Verein FK AS Trenčín aktiv.

## Karriere

### Verein
Dabney dos Santos wurde in Amsterdam geboren und begann mit dem Fußballspielen beim FC Abcoude, einem Amateurverein aus dem an die niederländische Hauptstadt angrenzenden Dorf Abcoude in der Provinz Utrecht. Später wechselte er zu AVV Zeeburgia, einem Amateurverein in Amsterdam, ehe er dem Nachwuchsleistungszentrum von AZ Alkmaar beitrat. Am 25. Oktober 2014 gab dos Santos im Alter von 18 Jahren beim 2:2 gegen den FC Groningen sein Profidebüt in der Eredivisie, als er in der zweiten Halbzeit eingewechselt wurde. In der Folgezeit kam er regelmäßig zum Einsatz und stand auch nicht selten in der Startelf (in 17 von 23 Ligaeinsätzen startete er von Anfang an), dabei wurde er als offensiver Mittelfeldspieler, als rechter Außenstürmer oder als linker Außenstürmer eingesetzt. Mit dem AZ Alkmaar belegte Dabney dos Santos zum Saisonende den vierten Platz. In der neuen Spielzeit setzte er sich in der Stammelf fest und wurde dabei zumeist als linker Außenstürmer eingesetzt. Mit seinem Verein spielte dos Santos auch in der UEFA Europa League, wo der Verein aus Alkmaar in der Region Zaanstreek allerdings nach der Gruppenphase ausschied. Auch in seinem dritten Jahr bei den Profis von AZ blieb er als linker Außenstürmer gesetzt: in dieser Saison verlief die Gruppenphase der UEFA Europa League, für die sich der Verein erneut qualifizierte, erfolgreicher, als man sich mit acht Punkten für die Zwischenrunde qualifizierte; in der Zwischenrunde bedeutete Olympique Lyon Endstation. Zudem erreichte Dabney dos Santos mit AZ Alkmaar das Finale im KNVB-Beker, wo der Verein gegen Vitesse Arnheim verlor. Als Tabellenfünfter in der Eredivisie qualifizierte sich AZ für die Play-offs um die Teilnahme an der Europa League, wo sie sich im Halbfinale gegen den FC Groningen durchsetzen konnten, jedoch scheiterte man im Finale im Elfmeterschießen am FC Utrecht. In der Hinrunde der Saison 2017/18 verlor er seinen Stammplatz.
In der Wintertransferperiode wechselte dos Santos daher auf Leihbasis zu Sparta Rotterdam. Jedoch kam er im Ligaalltag zu lediglich zu acht von 17 Partien und stand zudem in lediglich zwei der acht Spielen in der Anfangself; zum Saisonende stieg Sparta aus der Eredivisie ab, nachdem man zwar im Halbfinale in den Auf-und-Abstiegs-Play-offs sich gegen den FC Dordrecht durchsetzen konnte, jedoch im Finale am FC Emmen scheiterte. Im Sommer 2018 verließ Dabney dos Santos endgültig den AZ Alkmaar und wechselte zu Heracles Almelo. In seinem ersten Jahr in Almelo, einer Stadt mit rund 70.000 Einwohnern in der Region Twente in der Provinz Overijssel, gelegen unweit der deutschen Grenze, war er unter dem deutschen Trainer Frank Wormuth, der im Sommer das Amt des Cheftrainers übernahm, kein Stammspieler und spielte in lediglich 17 Partien, wobei er nur fünfmal in der Anfangself stand. Heracles Almelo belegte zum Ende der Saison den siebten Platz und qualifizierte sich für die Play-offs um die Teilnahme an der UEFA Europa League, wo der Verein im Halbfinale gegen den FC Utrecht ausschied. In seinem zweiten Jahr kam dos Santos regelmäßiger zum Einsatz; in 18 Spielen stand er neunmal in der Anfangself, wurde aber ebenso viele Male eingewechselt. Die Saison wurde aufgrund der COVID-19-Pandemie abgebrochen. Zur Saison 2020/21 wechselte er nach Moldawien zu Sheriff Tiraspol aus der Region Transnistrien, die sich de-facto von Moldawien abgespalten hat, jedoch international nicht anerkannt wird. Beim moldawischen Topklub – Sheriff Tiraspol dominiert die Liga – konnte sich Dabney dos Santos nicht durchsetzen und verließ nach einem Jahr den Verein wieder. Zum Saisonende wurde der Verein moldawischer Meister.

### Nationalmannschaft
Dabney dos Santos debütierte am 12. September 2012 beim 1:0-Sieg im deutschen Garbsen gegen Italien anlässlich eines Vier-Nationen-Turnieres in Deutschland für die niederländische U17-Nationalmannschaft. Bis 2013 absolvierte er neun Spiele und schoss dabei zwei Tore. Danach spielte dos Santos in mindestens einem Spiel für die U18 der Niederlande und lief dann am 18. November 2014 im Freundschaftsspiel gegen Belgien zum ersten Mal für die niederländische U19 auf. Er spielte bis 2015 in vier Partien. Im Jahr 2016 kam Dabney dos Santos zu zwei Spielen für die niederländische U21-Nationalmannschaft.